# Glavnica Donja
Glavnica Donja település Horvátországban, Zágráb főváros Szeszvete városnegyedében. Közigazgatásilag a fővároshoz tartozik.

## Fekvése
Zágráb városközpontjától légvonalban 19, közúton 32 km-re északkeletre, a Medvednica-hegység keleti részén fekszik.

## Története
A területén eddig talált régészeti leletek alapján vidéke már a legősibb idők óta lakott. A közelében található Kuzelin nevű régészeti lelőhely leletei a legjelentősebbek közé tartoznak a Zágrábhoz tartozó területen. Itt a bronzkor tárgyain kívül a kelta időkből származó tárgyakat is találtak, amelyek a Zágráb környékén egyedieknek számítanak a maga nemében: fibulák, ezüst érmék, luxus grafitos és barna polírozott kerámiák, valamint egy 511 méteres magasságban fekvő kelta erőd maradványai. A legfontosabb leletek azonban az ókor végéről és népvándorlás idejéből, a 4. és 6. századból származnak. Az itt álló ősi erődítményt abban az időben új, kőből épített védművekkel és bejárati rámpával újították fel. Az utolsó, Zágráb földjén élt rómaiak szalmával borított mészkőpadlós faházakat építettek. Később katonai egységek érkeztek, hogy megvédjék a Dunavidék és az Adria közötti legrövidebb stratégiai útvonalat.
A középkori Glavnica első írásos említése „Glaunicha” alakban 1260-ban IV. Béla király oklevelében történt, melyben a király Glaunicha birtokát Perchinus comesnek adja. Ezt követően is még többször szerepel a középkori oklevelekben, így 1345-ben a Hahót nembeli Miklós bán oklevelében, majd 1426-ban a zágrábi káptalan oklevelében is nemesi névben szerepel.
Az első katonai felmérés térképén „Glavnicza” néven található. Lipszky János 1808-ban Budán kiadott repertóriumában „Glavnicza” néven szerepel. Nagy Lajos 1829-ben kiadott művében „Glavnicza” néven 59 házzal, 501 katolikus vallású lakossal találjuk. Később a település két részre, Donja- és Gornja Glavicára vált szét.
A településnek 1857-ben 372, 1910-ben 892 lakosa volt. A trianoni békeszerződés előtt Zágráb vármegye Zágrábi járásához tartozott. 1941 és 1945 a Független Horvát Állam része volt, majd a szocialista Jugoszlávia fennhatósága alá került. 1991-től a független Horvátország része. 1991-ben teljes lakossága horvát nemzetiségű volt. A településnek 2011-ben 544 lakosa volt.

## Népessége
| Lakosság változása | Lakosság változása | Lakosság változása | Lakosság változása | Lakosság változása | Lakosság változása | Lakosság változása | Lakosság változása | Lakosság változása | Lakosság változása | Lakosság változása | Lakosság változása | Lakosság változása | Lakosság változása | Lakosság változása | Lakosság változása |
| ------------------ | ------------------ | ------------------ | ------------------ | ------------------ | ------------------ | ------------------ | ------------------ | ------------------ | ------------------ | ------------------ | ------------------ | ------------------ | ------------------ | ------------------ | ------------------ |
| 1857               | 1869               | 1880               | 1890               | 1900               | 1910               | 1921               | 1931               | 1948               | 1953               | 1961               | 1971               | 1981               | 1991               | 2001               | 2011               |
| 372                | 855                | 918                | 1.031              | 807                | 892                | 831                | 930                | 893                | 873                | 856                | 790                | 717                | 734                | 657                | 544                |

(1869 és 1890 között Glavnica néven Glavnica Gornja lakosságával együtt.)

## Nevezetességei
- Kuzelin ókori régészeti lelőhely, kelta és római erődítmény maradványaival.

- Védett műemléképület a Ferenčakova utca 1. szám alatti, 1803-ban épített fa lakóház.[6] Hagyományos, négyszögletes alaprajzú lakóépület, egykor a Ferenčak szövetkezet központja volt. A kőház alsó része az alagsor, mely  kissé a földbe van süllyesztve. Két szobára osztva, külön bejárattal. A ház felső, fából készült része vízszintesen egymásra rakott fa deszkákból épült. A külső felületek fehérre vannak meszelve. A háznak a teljes északkeleti homlokzat mentén nyitott, fedett bejárati verandája van, ahonnan a ház három szobájába lehet belépni. A délnyugati részen, az udvar felőli homlokzat fedett veranda, amely egyúttal a ház alagsorának előtetőjeként szolgál. A tető kontyolt nyeregtető, cserepekkel borítva.

- Ugyancsak védett épület az 1880-ban épített Pepelnjak-ház.[7] A ház egy nagyobb birtok része volt, mely melléképületekkel és malommal rendelkezett. Különálló, téglából épült, emeletes épület, téglalap alaprajzzal. Hosszabbik oldala az utcára néz, cseréppel borított magas nyeregtetővel. A teljes épület alatt boltíves pince található. Az alagsor és a földszint külső falai kőből készültek, míg a többi elem téglából készült.

- A Ferenčakova utca 2. szám alatti, 1903-ban épített ház[8] kőből készült és vakolt épület. A ház alsó része részben a földbe süllyesztett. Mindig kizárólagos gazdasági funkciót látott el, borospince és tároló céljára szolgált. A bejárat az épület délnyugati részén található, egy tornác alatt van, amely egyúttal előtetőként szolgál. A ház felső, fából készült része egy hatalmas pincefalra támaszkodik. A ház a teljes déli, hosszabb utcai homlokzat mentén nyitott, fedett verandával rendelkezik.